# Godfred Hansen Ø
Godfred Hansen Ø – niezamieszkana wyspa u wschodnich wybrzeży Grenlandii położona na Morzu Grenlandzkim. Powierzchnia wyspy wynosi 115 km², a długość jej linii brzegowej to 53,7 km.